# Dinogetia

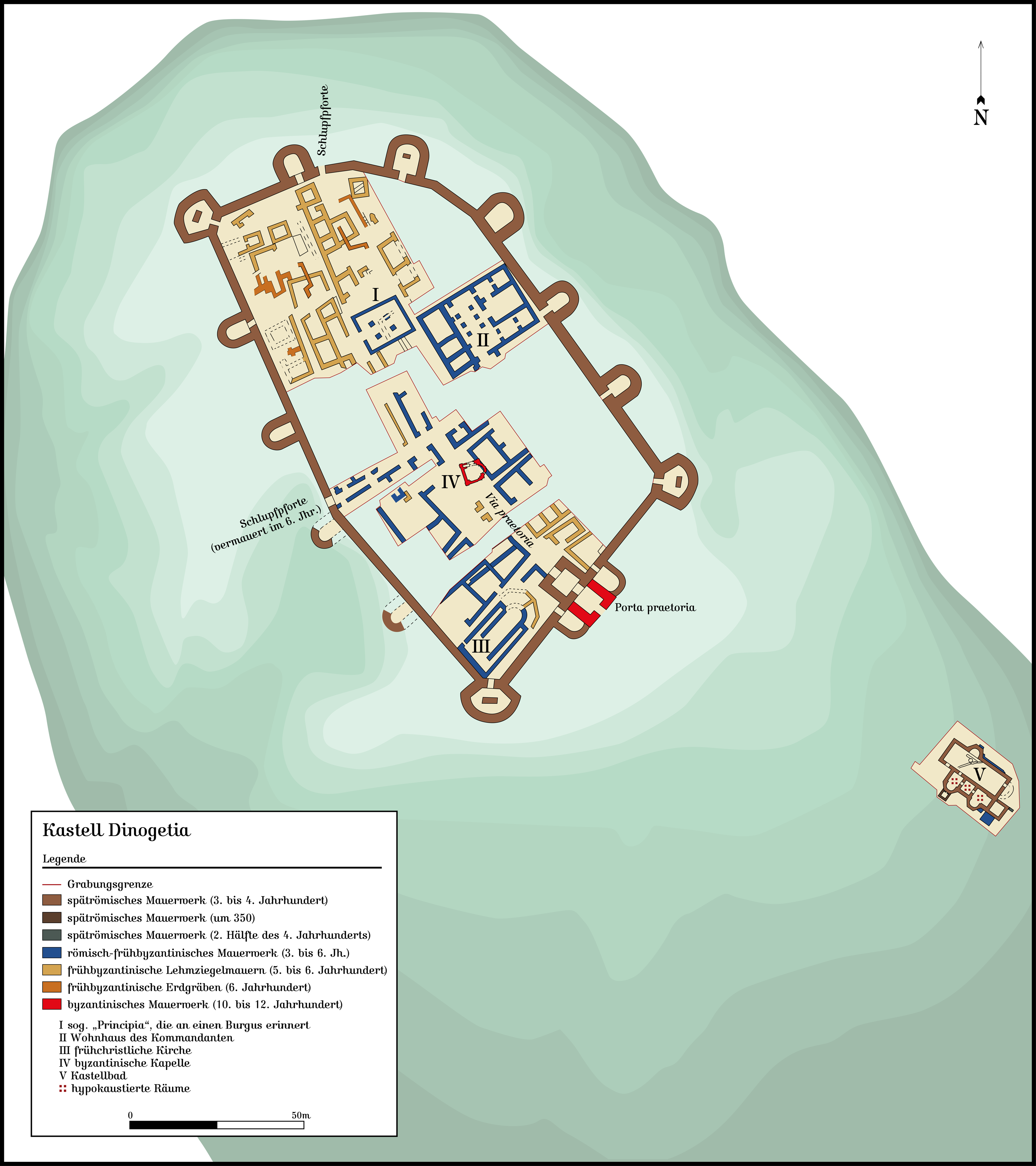
Plan des spätantiken Kastells mit späteren baulichen Änderungen.

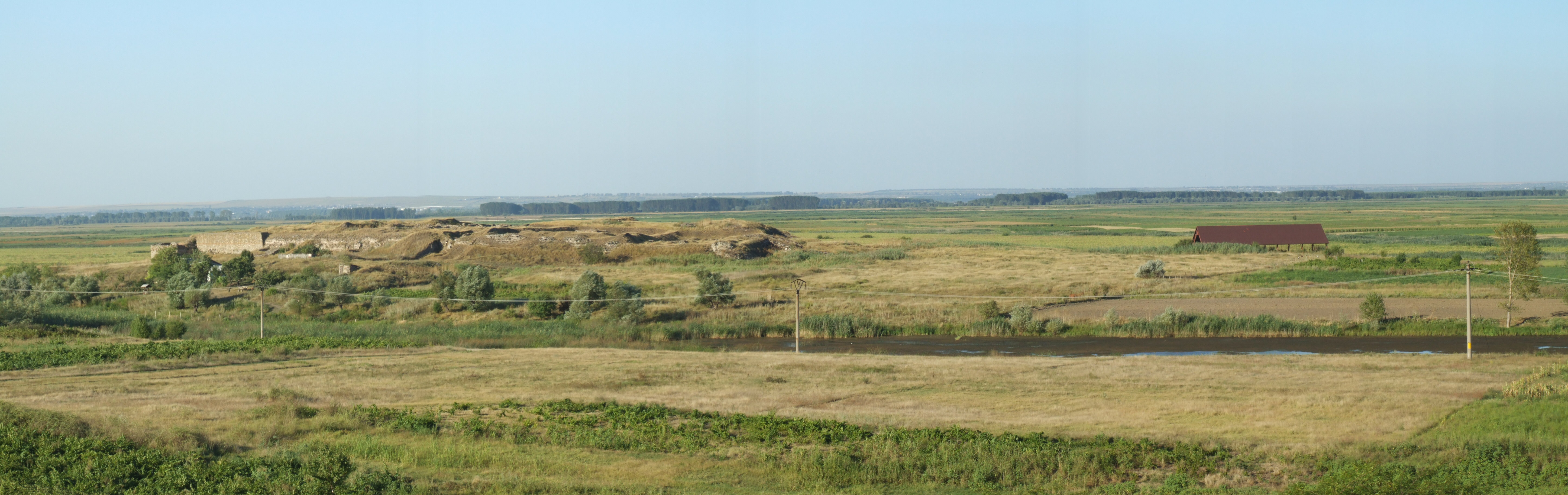
Blick von Südwesten auf die Grabungsstelle. Rechts im Bild ist das Dach des Schutzbaus über dem Kastellbad zu sehen.

Lage von Kastell Dinogetia in der Kette der mösischen Donaukastelle.

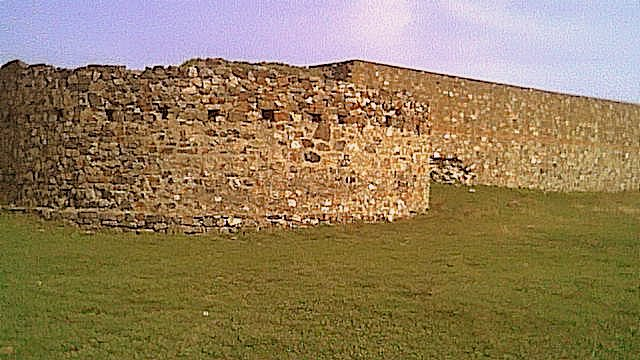
Teilrekonstruierte Wehrmauer mit dem westlichen Eckturm aus dem späten 3. oder frühen 4. Jahrhundert

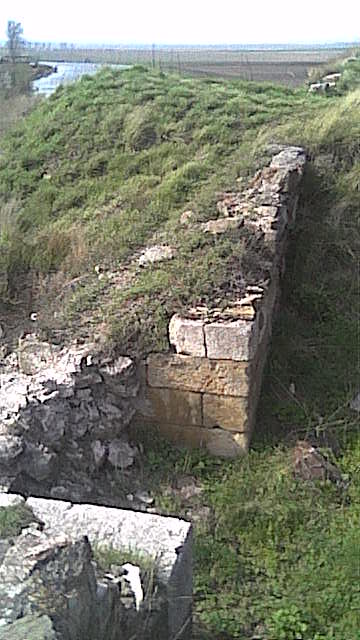
Die Wehrmauer mit Schlupfpforte aus dem ausgehenden 3. oder frühen 4. Jahrhundert

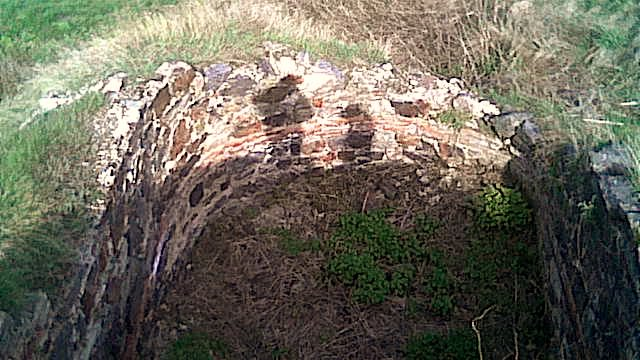
Blick in einem der Hufeisentürme der Anlage.

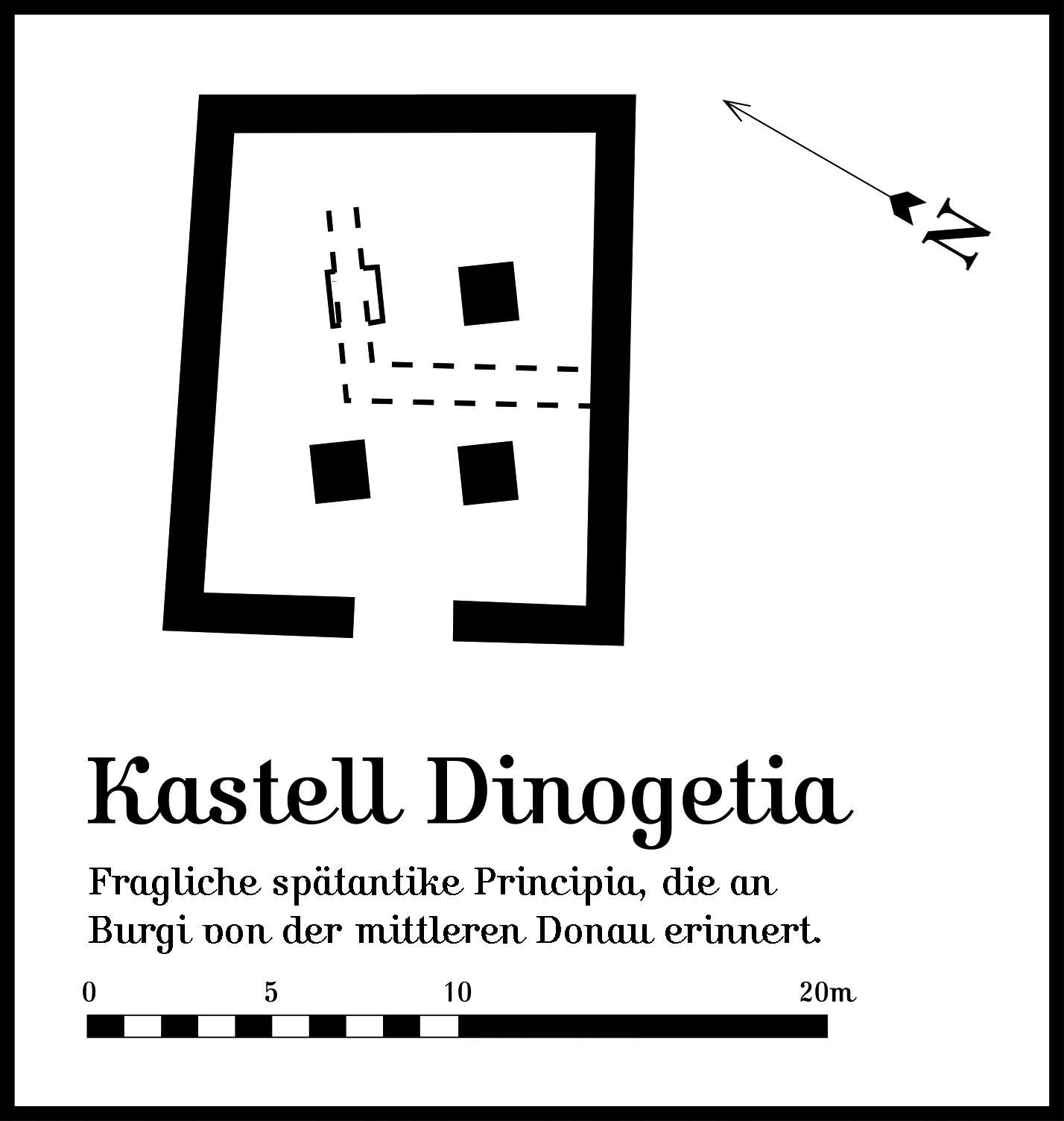
Die sogenannte Principia, die aus dem ausgehenden 3. oder frühen 4. Jahrhundert stammen soll, weist starke Parallelen zu den valentinianischen Burgi an der mittleren Donau auf.

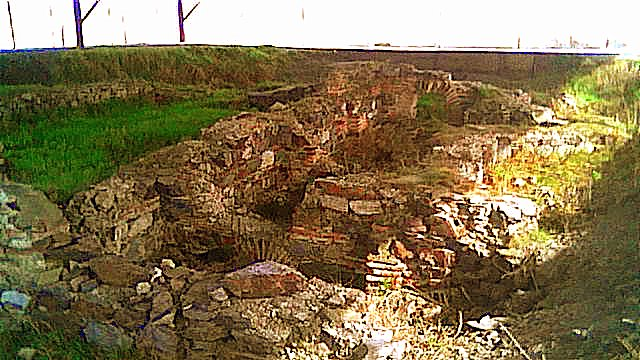
Reste des Kastellbades. Im Vordergrund die heizbaren Räume.

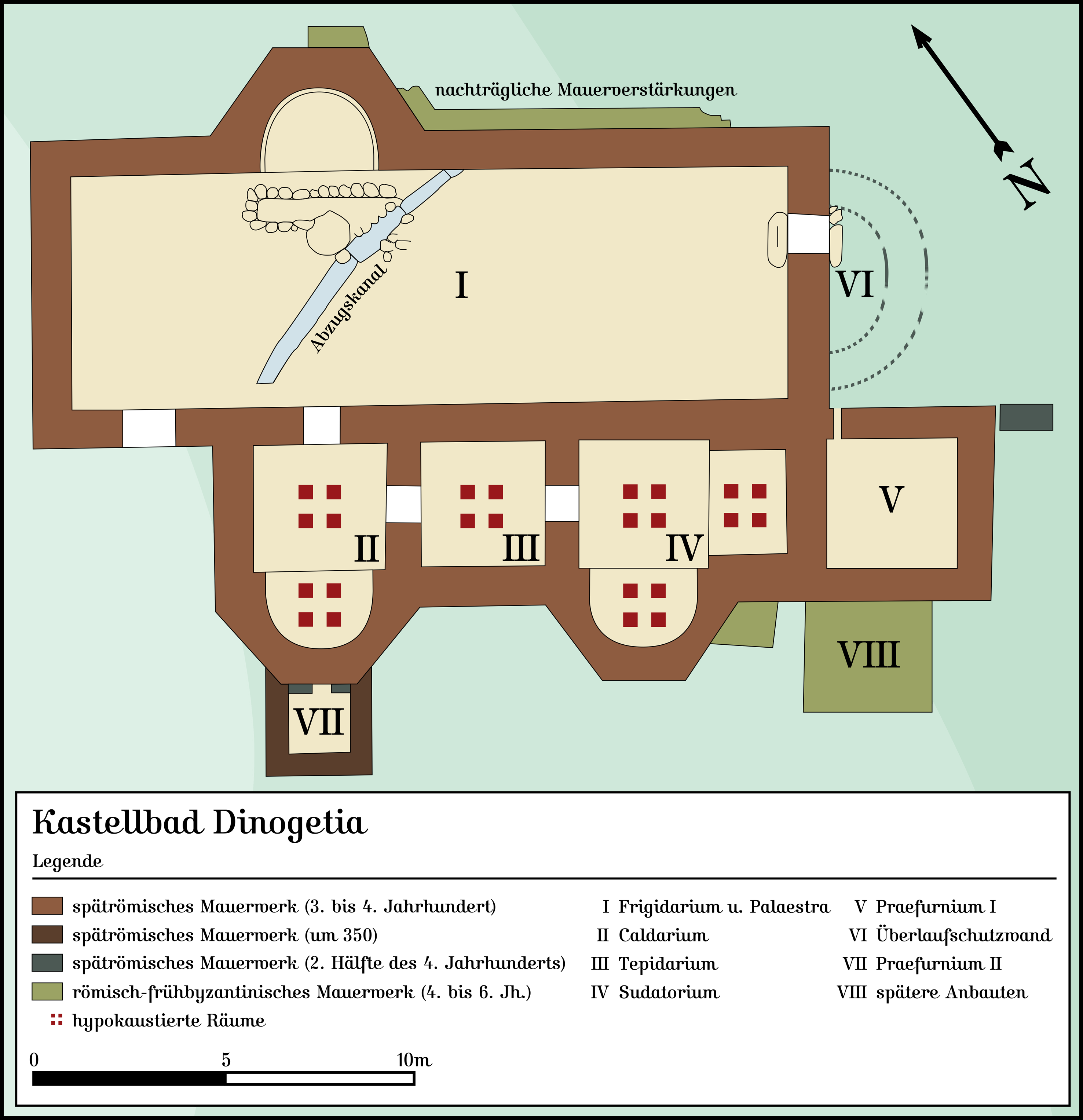
Plan des Kastellbades

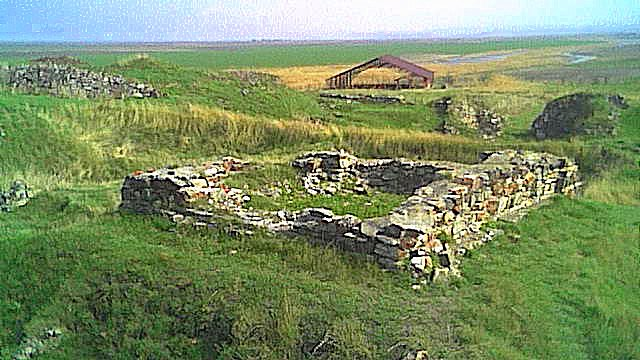
Fundament des byzantinischen Kirchleins, das zu einem unbekannten Zeitpunkt nach der Neubesiedlung entstand. Hier wurde ein goldenes Reliquienkreuz gefunden.

Dinogetia ist ein ehemaliges spätrömisches Militärlager, das als Grenzbefestigung für die Bewachung eines Abschnitts des mösischen Limes am Unterlauf der Donau zuständig war. Der Ort wurde zudem als wichtige antike und mittelalterliche Zivilstadt bekannt.
Höchstwahrscheinlich bestand das Kastell bereits seit der mittleren Kaiserzeit. Die seit 1939 sichtbar gemachten Reste der unüberbauten Anlage befinden sich fünf Kilometer nordwestlich des rumänischen Dorfes Gărvan im Landkreis Tulcea in der Dobrudscha, rund zehn Kilometer südöstlich der Stadt Galatz. Die Festung gehörte nach der Reichsteilung 395 n. Chr. zum oströmischen Territorium und blieb bis zu den Awareneinfällen von 596/597 besetzt. Nach der byzantinischen Rückeroberung großer Teile von Mösien, Thrakien und Skythien im Frühmittelalter wurde die Anlage wiederbelebt und für rund 200 Jahre in einen Siedlungsort eingebunden.

## Lage
Dinogetia lag auf dem Gebiet der römischen Provinz Moesia inferior (Niedermösien), aus der in der Spätantike die Moesia secunda (Obermösien) hervorging, die der Diözese Thrakien angehörte. Nach der byzantinische Reichserneuerung ab 971 n. Chr. entstand auf dem Gebiet der ehemaligen Provinz das Thema Paristrion.
Die Anlage wurde auf einer leicht erhöhten, felsigen Landzunge innerhalb eines sich von Südwesten nach Südosten erstreckenden Donauknies errichtet. Der heute bis zu zehn Kilometer vom Südufer der Donau entfernt gelegene, in nordwestliche Richtung ausgebildete Felssporn bot einen vor Hochwasser gut geschützten Standort in dem bis in die Gegenwart sumpfig gebliebenen Umland. Vom Kastellplatz aus ist eine gute Fernsicht über das offene, hauptsächlich landwirtschaftlich genutzte Land möglich. Begrenzt wird diese nur im Westen und zwar durch den nördlichsten Ausläufer des Măcin-Gebirges, der sich als langgestreckte, fingerförmige Hügelkette in nordwestliche Richtung vom Hauptmassiv abspreizt. Nur wenige Kilometer nördlich der Fortifikation verlaufen sich die Spuren dieser Höhenstruktur aber wieder. Mit seinen zwölf Wehrtürmen und der Toranlage bildete das spätantike Dinogetia eine weithin sichtbare Landmarke.

## Forschungsgeschichte
Bereits in der Mitte des 19. Jahrhunderts wurden die damals sichtbaren Überreste des Kastellplatzes zeichnerisch dokumentiert. 1939 begann Gheorghe Ștefan (1899–1980) mit den Grabungen, konnte sie jedoch erst nach dem Zweiten Weltkrieg 1949 wiederaufnehmen. Ihm folgte später Ion Barnea, der seit dieser Zeit die Forschungen fortsetzte. Größere Untersuchungen fanden in den Jahren 1976 bis 1981 sowie 1983 statt. Auch heute noch ist Dinogetia ein Ausgrabungsgelände. Die sichtbaren Überreste der Festung wurden für Besucher nach den archäologischen Befundaufnahmen konserviert, restauriert und stellenweise teilrekonstruiert.

## Baugeschichte

### Römische Kaiserzeit
Zahlreiche Ziegelstempel, Keramikscherben und Münzen des 1. bis 3. Jahrhunderts legen einen kaiserzeitlichen Garnisonsstandort nahe, jedoch konnte dieser bis heute nicht nachgewiesen werden. 
Die Existenz des Ortes im 2. Jahrhundert wird auch durch Mathematiker und Geographen Claudius Ptolemäus in dessen Universalschrift Geographike bestätigt. Dieses Kartenwerk blieb jedoch nur in einer mittelalterlichen Kopie erhalten, so dass letzte Unsicherheiten über deren Genauigkeit nicht geklärt werden können.

### Spätrömische Zeit
Möglicherweise wurde die rund 7800 Quadratmeter umfassende festungsähnliche Anlage mit ihren fast drei Meter dicken Mauern bereits im ausgehenden 3. Jahrhundert errichtet. Dies würde der diokletianische und maximianische Münzausweis nahelegen. Das Kastell wurde mit dem für diese Zeit üblichen unruhigen Grundriss geplant und übernimmt die Hauptausrichtung des Hügels, auf dem es liegt. Dieser Hügel ist nach Süd- und Nordwesten sowie nach Nordosten teils steil abfallend, während er in südöstlicher Richtung sanft absteigt. An dieser Hangseite befand sich auch die Prätorialfront, das heißt die Vorderfront des Lagers mit einer einspurig gestalteten Hauptzufahrt, die von zwei weit aus der Wehrmauer reichenden, hufeisenförmigen Tortürmen flankiert wurde. Ein dritter, fast quadratischer Turm war im Lagerinneren an die Wehrmauer über den Eingang gesetzt worden. In dieser Form konnte das Ensemble einen besonders trutzigen, eigenständigen Wehrbau bilden. Angreifer, die versuchten, das Tor aufzurammen, konnten beispielsweise auch in den beiden Flanken getroffen werden. Nachdem das Kastell während der Rückeroberung Mösiens im ausgehenden 10. Jahrhundert wieder von byzantinischen Truppen in Besitz genommen worden war, fand noch im gleichen oder anschließenden Jahrhundert eine bauliche Änderung am Haupttor statt. Diese betraf die beiden flankierenden hufeisenförmigen Seitentürme, die jetzt an ihrem äußersten Krümmungswinkel mit einer Mauer, in der sich mittig ein Durchgang befand, verbunden wurden. Der Torbau ähnelte nun einer kleinen Festung für sich. Angreifer, die nun den neuen äußeren Zuweg durchbrochen hatten, befanden sich anschließend im Inneren eines geschlossenen Gevierts. Dort konnten sie sich nicht entfalten, um das innere Tor zu nehmen, und waren leichter für die Verteidiger zu kontrollieren. Im Lagerinneren schlossen alle Türme der Anlage mit ihrer Rückseite nahtlos an der Wehrmauer ab. Bei einigen, wie den beiden Tortürmen, zeigte sich noch ein ebenerdiger Zugang. Auf den Türmen konnten Kriegsmaschinen aufgestellt werden. Die Archäologen fanden Depots, in denen die Geschosskugeln aufbewahrt wurden. Gegenüber dem Haupttor, im Nordwesten, konnten die Forscher nur eine Schlupfpforte feststellen. Eine weitere Schlupfpforte bestand in der Westmauer. Diese wurde jedoch im 6. Jahrhundert zugesetzt.
Für die vergleichende archäologische Forschung sind die damals angelegten drei Ecktürme der Anlage von Bedeutung, da es zu ihrer besonderen, im Grundriss halbkreisförmigen Ausführung nur eine parallele in Ungarn, am Kastell Dunabogdány, gibt. Dort sind diese Türme erst nachträglich in die bestehende Garnison eingebaut worden, während in Dinogetia diese Turmausführung zum ursprünglichen Baukonzept gehörte. Ein Ursprung dieser Militärarchitektur in den Balkanprovinzen wird daher vermutet.
Die Bestimmung eines sehr einfachen, rechteckigen Gebäudes mit vier im Geviert zueinander liegenden Pfeilern im Inneren als Principia (Stabsgebäude), die später zum Horreum (Getreidespeicher) umgebaut worden sei, wurde in der Vergangenheit durch den Archäologen Sergey Torbatov (Sofia) bezweifelt. Er datierte den bisher in die Zeit vom Ende des 3./Anfang des 4. Jahrhunderts gelegten Bau an das Ende des 4. Jahrhunderts und gab zu Bedenken, dass die Konstruktion eher an spätantike Burgi erinnern würde, wie sie unter Kaiser Valentinian I. (364–375) entlang der mittleren Donau errichtet worden sind.

### Kastellbad
Südöstlich, etwas entfernt zum Haupttor der Garnison, entstand im ausgehenden 3. Jahrhundert oder etwas später am leicht abfallenden Hang ein Kastellbad, das in seinen Dimensionen eine maximale Fläche von 25 × 18,5 Metern bedeckte und noch bis zum Ende der frühbyzantinischen Zeit in Betrieb blieb. In ihren Ausmaßen reiht sich die Badeanlage von Dinogetia in das Schema typischer Militärthermen für eine teilberittene Kohorte (cohors equitata) ein, wie sie seit dem Ausbau der Grenzen im 2. Jahrhundert reichsweit bestanden. Die Kastellbäder wurden höchstwahrscheinlich auch von den örtlichen Bewohnern der Lagerdörfer (Vicus) mitverwendet. An der Therme von Dinogetia ist während des Baus auf tubulierte Tonziegel an den Wänden verzichtet worden. Als Ersatz befestigten die Arbeiter mittels Abstandhalter gewöhnliche Ziegel am Mauerwerk. Damit blieb der in geheizten römischen Gebäuden übliche Effekt erhalten, die vom beheizten Boden kommende warme Luft in einem Hohlraum zwischen Wand und Verputz aufsteigen zu lassen, um mit dieser Restwärme auch den Wänden eine angenehme Temperatur zu geben.
Das Militärbad liegt hangaufwärts mit seiner Längsachse in südöstlich-nordwestlicher Richtung. Den größten rechteckigen Raum nahm das Frigidarium (Kaltbad) mit einer Innenfläche von rund 18,5 × 6 Metern ein. Reste des geziegelten Boden fanden sich noch im Nordwesten des Raumes sowie in einer kleinen halbrunden Apsis an der Nordostmauer, die ebenfalls Teil des Frigidariums war. Vor dieser rund 2,9 Meter breiten und rund 2,1 Meter tiefen Apsis führte ein Abwasserkanal das Brauchwasser in östliche Richtung aus der Therme und floss anschließend hangabwärts ab. Die Ausgräber sahen den großen Raum nicht nur als Kaltbad, sondern auch als Palaestra, eine Sportstätte für die körperliche Ertüchtigung. Wo und ob sich bei dieser Therme das ansonsten bei Limeskastellen übliche Apodyterium (Umkleideraum) befunden hat, ist nicht bekannt. Die wesentliche kleineren, baulich hintereinandergeschalteten Warmbäder konnten vom Frigidarium aus nur durch einen Zugang auf der gegenüberliegenden Seite der Kaltbad-Apsis betreten werden. Zunächst befand man sich in dem fast quadratischen Raum des rund 3,4 × 3,2 Metern großen Caldariums (Warmbad), das im Südwesten eine halbrunde, ebenfalls heizbare Apsis besaß, die in ihren Ausmaßen dem Gegenstück im Kaltbad entsprach. Außerhalb der Therme war nachträglich an diese Raumausbuchtung ein kleines, rund 1,8 × 1,6 Meter großes Praefurnium (Heizraum) angebaut worden. Vielleicht hat der ursprüngliche große Heizraum im Südosten nicht ausgereicht, um alle Räume gleichmäßig oder zeitnah zu erreichen. Vom Warmbad aus ging die Raumfolge in südöstliche Richtung weiter. Den nächsten Raum nahm das ebenfalls fast quadratische Tepidarium (Laubad) ein, gefolgt vom Sudatorium (Schwitzbad). Auch hier folgte der rund 3,2 × 3,3 Meter umfassende Hauptraum architektonisch den beiden anderen heizbaren Räumen. Wie im Caldarium befand sich südwestlich eine heizbare Apsis, zusätzlich schloss sich im Südosten ein weiterer kleiner rechteckiger, rund 2,6 × 2 Meter umfassender Annex an, der unmittelbar mit dem großen Praefurnium verbunden ist. Tiefgreifende bauliche Änderungen lassen sich in der langen Nutzungszeit offensichtlich nicht ausmachen.

### Oströmische und frühbyzantinische Zeit
Während der Herrschaft des Kaisers Flavius Anastasius (491–518) sind Reparaturarbeiten in Dinogetia vorgenommen worden. Davon zeugen Ziegelstempel mit dem Namen des Herrschers, welche die Inschrift + Pius Imperator Anastasius + tragen. Auch für die Zeit unter Kaiser Justinian I. kann von entsprechenden Arbeiten ausgegangen werden. 559 wurde Dinogetia von den Kutriguren unter Zabergan überrannt. Der spätantike Historiker Prokopios von Caesarea berichtet, dass dieses Volk bereits bei diesem ersten Einfall fast alle Gebiete südlich der Donau verwüstet habe. Das Kastell wurde jedoch wieder besiedelt, um einige Jahrzehnte später in einer letzten Katastrophe unterzugehen. Im Inneren der Festung fand sich eine ausgedehnte Brandschicht, in der Schlussmünzen aus den Jahren 591/592 lagen. Der endgültige Untergang wird mit den Awareneinfällen 596/597 in Verbindung gebracht. Nach diesem Zeitpunkt blieb Dinogetia für rund 350 Jahre wüst.

### Frühchristliche Basilika
Die Kirche von Dinogetia in der südlichen Kastellecke entstand frühestens nach der Anerkennung des Christentums durch die Mailänder Vereinbarung im Jahr 313, vielleicht auch erst im weiteren Verlauf des 4. Jahrhunderts. Der Bau ist im Stil einer dreischiffigen frühchristlichen Basilika mit halbrunder Apsis errichtet worden und wies in nordöstliche Richtung. Während der Regierungszeit der Kaiser Flavius Anastasius und Justinian I. (527 bis 565) musste die Kirche ausgebessert werden. Es wurde angenommen, dass die letztgenannten Arbeiten durch eine Zerstörung am Ende des 4. oder im 5. Jahrhundert, möglicherweise im Zusammenhang mit dem Kutrigureneinfall 559, notwendig geworden sind. Von dem gewaltsamen Ende des Kastells wurde auch dieses Gebäude betroffen und nicht wieder aufgebaut.

### Byzantinische Zeit
Im Zuge der Rückeroberung des westlichen Machtbereichs von Konstantinopel unter Kaiser Johannes Tzimiskes (969–976), der die Wiederherstellung des oströmischen Reiches (Restauratio imperii) in seiner alten Größe zum Ziel hatte, kam für Dinogetia die Wende.
Die im 7. Jahrhundert vom Donezbecken am Asowschen Meer in die südliche Donauregion gezogenen Protobulgaren hatten sich im Machtvakuum der von Ostrom geräumten Gebiete halten können und ihre Herrschaft bis Mitte des 10. Jahrhunderts über Skythien, Mösien, Dakien, Mazedonien sowie große Teile von Thrakien und Epirus ausgedehnt. Nach ihrer Ankunft auf dem Balkan gaben diese frühen Bulgaren ihre Sprache und kulturelle Eigenständigkeit auf und wurden slawisiert. Bereits seit Anfang des 10. Jahrhunderts bestand in den alten Kastellmauern von Dinogetia wohl eine Siedlung slawischer Fischer. Die ethnische Identität dieser Bewohner ist jedoch nicht gänzlich geklärt. Für die Byzantiner wurde das expandierende Bulgarenreich zu einem gefährlichen Nachbarn an ihrer Westflanke. Auch die Ostgrenze war in einem andauernden schweren Abwehrkampf gegen islamische Heere nur mehr mühsam zu halten. Im Frühjahr 971 begannen die kaiserlichen Truppen in Thrakien mit ihrem Angriff auf die Bulgaren und marschierten im Norden in die ehemalige Provinz Moesia secunda ein, auf deren Gebiet sich auch Dinogetia befand. Nachdem auch die Rückeroberung Skythiens abgeschlossen werden konnte und die Bulgaren besiegt waren, wurde in diesen Regionen wieder das byzantinische Verwaltungssystem eingeführt. Großräumige Gebiete waren jetzt in Themen gegliedert und Moesia secunda erhielt den Namen Paristrion.
Nach 971 setzten die byzantinischen Truppen Dinogetias Festungsmauern wieder instand und nutzten den Platz zunächst als Flottenstützpunkt. In dieser Zeit oder etwas später wurde das südöstliche Haupttor der Anlage umgebaut. Diese Frühphase der Neubesiedelung wird auch in den Münzfunden sichtbar, die mit Johannes Tzimiskes beginnen. Den Höhepunkt seiner mittelalterlichen Phase erlebte Dinogetia im 11. Jahrhundert. Damals wurden private Wohnanlagen im Kastellinneren errichtet. Im Inneren der Befestigung, mitten auf der einstigen Via praetoria (Lagerhauptstraße), wurde während der Neubesiedelung oder im 11. beziehungsweise 12. Jahrhundert eine kleine Kirche mit quadratischem Innenraum errichtet, die nach Osten hin eine halbrunde Apsis besaß. Der einst kuppelgekrönte Bau gehört zu den ältesten Steinkirchen im heutigen Rumänien. Sie blieb während der byzantinischen Zeit der einzige Steinbau im Kastellinneren.
Unter Kaiser Basileios II., dem Bulgarentöter, kamen 1018 auch die letzten autonomen Reste des Bulgarenreiches unter byzantinische Kontrolle. Damit war – zufällig oder nicht – die ungefähre einstige europäische Westgrenze des Oströmischen Reiches zwischen Donau und Adria wiederhergestellt. Doch bereits kurze Zeit später, ab 1027, wurden die Themen Paristrion, Mazedonien und Trakien von den umherstreifenden Nomadenvölkern der Petschenegen, Usen und Kumanen verheert. Dabei wurde auch Dinogetia in Mitleidenschaft gezogen. Nach Ausweis von über 100 Münzen kam es im Frühjahr 1036 zu einem neuerlichen Ansturm der Nomaden. Die byzantinische Unterstadt von Dinogetia, die sich inzwischen mit halbunterirdischen Strukturen etabliert hatte, zeigt Anzeichen dieser Zerstörungen. Die Bevölkerung floh offenbar hinter die schützenden Kastellmauern, die damals nicht beschädigt wurden. Offenbar plünderten die Nomaden nur die nicht geschützten Bereiche der Stadt oder gaben einen Angriff auf die Festung wieder auf. Wie das Fundgut zeigt, haben einige Bewohner von Dinogetia vor der Flucht aus ihren Häusern Wertgegenstände wie Gold- und Silbermünzen sowie Schmuck vergraben aber später nicht mehr geborgen. Nach der Zerstörung wurden die Ruinen mit Schotter und kleinen Zweigen einplaniert und mit schnell errichteten Häusern auf Bodenniveau bebaut. Das relativ einheitliches Bauschema zeigt, dass der Wiederaufbau geplant und organisiert war. In der mittelalterlichen Siedlung fanden sich Spuren, die auf Eisenverarbeitung hinweisen.
Nach drei großen Niederlagen konnte Kaiser Konstantin IX. (1042–1055) einen dreißigjährigen Friedensvertrag mit den zu hunderttausenden eingefallenen Petschenegen aushandeln. Ziel war es dabei, sie auf dem Gebiet von Paristrion dauerhaft anzusiedeln. Der endgültige Niedergang wird für die Regierungszeit des byzantinischen Kaisers Alexios I. (1081–1118) angenommen. Damals oder in der ersten Hälfte des 13. Jahrhunderts wurde das Kastell wohl endgültig zerstört.

## Truppen
Die jeweils in Dinogetia anwesende Truppe lässt sich besonders durch die Ziegelstempel bestimmen. Die genauen Jahre der Stationierung an diesem Militärplatz können so jedoch nicht festgestellt werden. Anhand von Militärdiplomen und weiterer Inschriften, die von anderen Siedlungsplätzen stammen, ist es jedoch möglich, ein ungefähres Bewegungsbild der fraglichen Einheiten zu zeichnen. Damit lässt sich auch ihre Anwesenheit in der Provinz Moesia inferior bestimmen.
| Zeitstellung                                         | Truppenname | Bemerkung | Abbildung |
| ---------------------------------------------------- | --- | --- | --------- |
| Römische Kaiserzeit bis zur Tetrarchie (293 n. Chr.) | Legio quinta Macedonica (die 5. Legion der Macedonen).                                                                  | Diese Legion hatte nach den Dakerkriegen in den Jahren 107 bis 161 n. Chr. rund 22 Kilometer südlich von Dinogetia in Troesmis, heute Balta Iglița, ihr Hauptquartier. |           |
|                                                      | Cohors prima Cilicum milliaria equitata sagittariorum (die 1. kilikische teilberittene Doppelkohorte der Bogenschützen) | Die kaiserzeitlichen Stempel zeigen die Marken dieser Hilfstruppenkohorte (auxilia). Die Cohors wird erstmals 78 in der Provinz Moesia superior (Obermösien) genannt und blieb dort bis mindestens 100 n. Chr. Nach den Dakerkriegen ist sie für die Jahre 134, zu einem ungewissen Zeitpunkt zwischen Ende 148 und Mitte 154 sowie 157/158 in der Provinz Moesia Inferior nachgewiesen. Im Jahr 147 widmete ein Tribun der Kohorte in einem niedermösischen Apolloheiligtum nahe dem Kastell Montana (Bulgarien) einen Altar. Er war zum Fang von Wildtieren für die kaiserlichen Tierhetzen abberufen gewesen. In der Forschung wird daher angenommen, dass die Cohors II Mattiacorum als Ablösung der Kilikier spätestens im Jahr 144 bereits in Dinogetia lag. |           |
|                                                      | Cohors secunda Mattiacorum equitata (die 2. mattiakische teilberittene Kohorte)                                         | Diese Hilfstruppenkohorte lag 134 gleichfalls in Moesia Inferior. Sie wird zudem auf einem Militärdiplom des Jahres 145 in dieser Provinz erwähnt und kann noch für die Zeit zwischen Dezember 145 und Dezember 146 dort bestätigt werden. Wahrscheinlich schon 155/159, spätestens aber 161/162 ist sie dann in der Provinz Thracia belegt. Später wurde die Truppe dann erneut nach Moesia Inferior verlegt. Im Jahr 198 wird sie am niedermösischen Kastell Sostra (Siosta) bei Lometz, im heutigen Bulgarien genannt. Aus Dinogetia ist zudem ein Inschriftenbruchstück bekannt, das möglicherweise ebenfalls die Cohors II. Mattiacorum nennt: Demitte me mil(item) coh(ortis) II [Mattiacorum]                                                               |           |
|                                                      | Classis Flavia Moesica (Mösische Donauflotte; Ehrentitel: „die Flavische“)                                              | Auch die mösische Donauflotte ist mehrfach epigraphisch belegt, so auf dem Fragment eines mösischen Militärdiploms aus der Zeit um 100 n. Chr. |           |
| Spätrömische Zeit ab 293 n. Chr.                     | Legio prima Iovia Scythica (1. dem Jupiter geweihte skytische Legion)                                                   | Für die Spätantike lässt sich diese, unter Kaiser Diokletian gegründete, Legion anhand von Ziegelstempeln in Dinogetia nachweisen. Sie stand ursprünglich im niedermösischen Kastell Novidunum (heute: Isaccea), das rund 33 Kilometer südöstlich von Dinogetia an der Donau lag. Die Legion war nach dem Tod Diokletians nach Dinogetia verlegt worden. |           |
|                                                      | Legio prima Italica (1. italische Legion)                                                                               | In Dinogetia fanden sich auch Ziegelstempel dieser Legion. Sie hatte, seit den Tagen des Kaisers Vespasian (69–79) bis ins 5. Jahrhundert, ihr Hauptquartier im rund 480 Kilometer südöstlich gelegenen niedermoesischen Donau-Grenzkastell Novae, dem heutigen bulgarischen Swischtow. |           |
|                                                      | Foederati (Söldner) | Als Nachfolger der Legio I Iocia Scythica werden gotische Föderaten als Kastellbesatzung angesehen. Als Foederati bezeichnet die Forschung germanische Söldner, denen in der Spät- und Endzeit des Limes vielfach die Grenzsicherung oblag. Aufgrund der Befundlage müssen im 6. Jahrhundert Frühslawen hinter den Mauern des Kastells gesiedelt haben. Möglicherweise erlangten sie den Föderatenstatus. Ihr Schicksal nach dem gewaltsamen Ende der Befestigung ist jedoch unbekannt. |           |

## Fundgut
Zahlreiche Funde wie beispielsweise Goldschätze, Münzen, Schmuck, ein Bischofskreuz, Werkstätten, Waffen usw. bestätigen die wirtschaftliche Tätigkeit der dort ansässigen Bevölkerung. Die Archäologen konnten neben dem frühen römischem auch späteres und spätes byzantinisches Fundgut unterscheiden. Daneben fanden sich auch frühslawische Hinterlassenschaften.

### Inschriften
Nur wenige Inschriften aus der römischen Zeit des Kastells sind bisher bekannt geworden. Ein Inschriftenbruchstück bezeugt einen dem Namen nach nicht mehr bekannten Quästor des niedermösischen Municipiums Novidunum.

### Waage
Überregional bekannt wurde der Fund einer in Konstantinopel amtlich geprüften Waage, die anschließend nach Dinogetia verschickt worden war. Die römische Verwaltung hat mehrfach in der Geschichte eingegriffen, um ein fälschungssicheres Wiegen von Waren zu gewährleisten. 545 bestimmte Kaiser Justinian I. (527–565), dass es künftig in jeder Stadt zu den Aufgaben der bedeutendsten örtlichen Kirche gehören soll, die staatlich geeichten Maße und Gewichte sicher aufzubewahren. Die in Dinogetia gefundene Waage war mit dem Kreuzzeichen versehene und nannte den Praefectus urbi Gerontius. Es gehörte in den Zuständigkeitsbereich dieser Stadtpräfekten, sich um die Waagen und Gewichte zu kümmern. In der Forschung wird angenommen, dass der in Dinogetia genannte Präfekt mit jenem Flavius Gerontius identisch ist, der dieses Amt in Konstantinopel während der Zeit von 559 bis 561 n. Chr. innehatte.

### Frühslawische Funde
Als Ausweis für eine frühe slawische Besiedlung fanden sich im Fundgut der Festung verschiedene Keramiktypen, die ab dem Ende des 5. und im 6. Jahrhundert hergestellt wurden. Daneben fand sich die halbrunde Kopfplatte einer frühslawischen Bügelfibel in Vergesellschaftung mit diesen Gefäße. Mit der Keramik wurden innerhalb der Festung frühslawische Häuser ergraben. Deren zeitlicher Horizont ergab sich aus der Brandkatastrophe des ausgehenden 6. oder beginnenden 7. Jahrhunderts, die nicht nur diese Häuser, sondern die gesamte Festung zerstört hat.

### Christliche Objekte

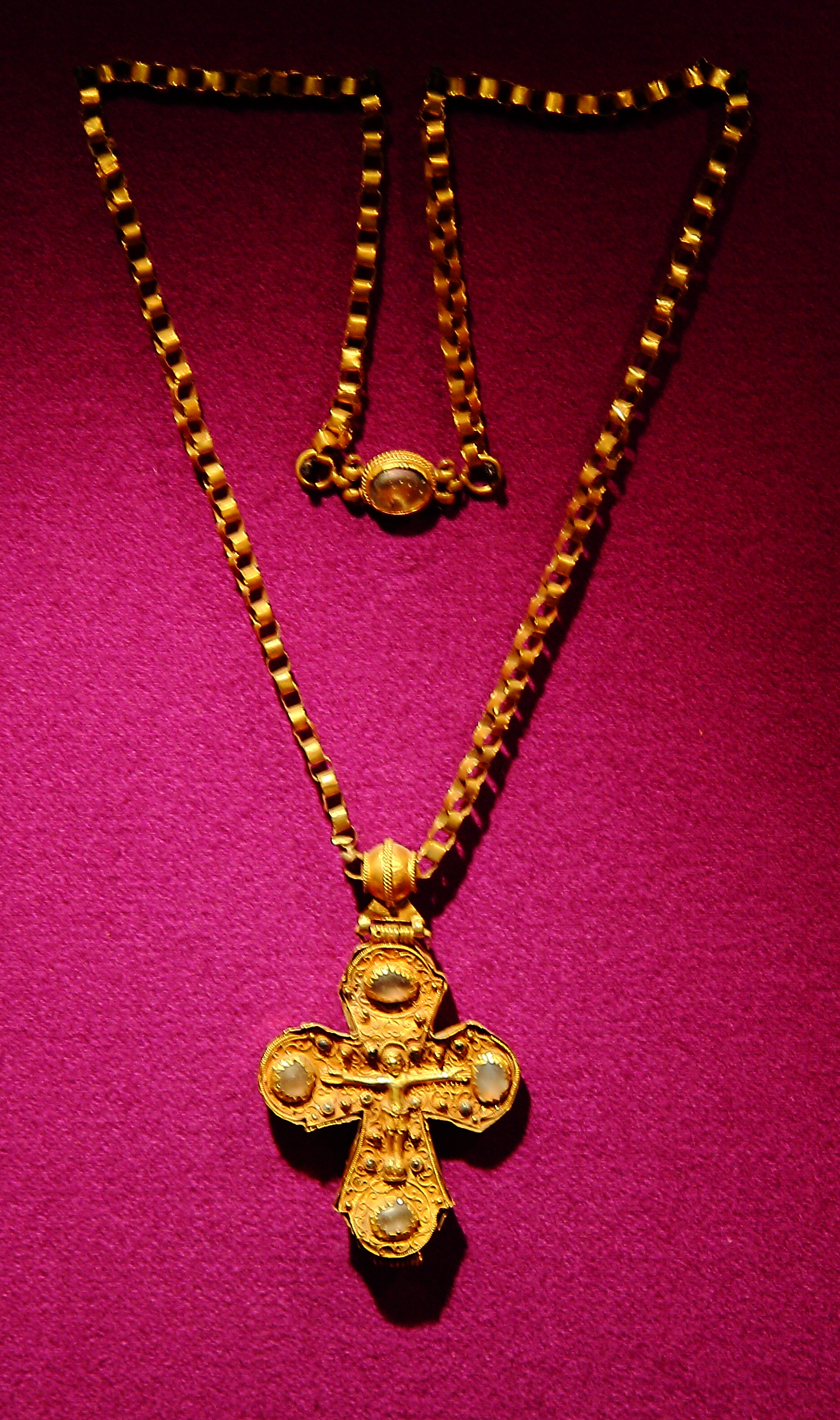
Byzantinisches Goldkreuz mit Edelsteinen aus Dinogetia.

Spätbyzantinische Funde machen einen Großteil der Hinterlassenschaften in Dinogetia aus. Dazu gehören auch christliche Objekte. Als typische Produkte des 11. und 12. Jahrhunderts werden Kreuzchen mit abgerundeten Ecken gesehen. Ihre Produktionsstätten lagen im Osten des Reiches. Ein wichtiger Fund war das Doppelkreuz von Dinogetia. Zwei nur einseitig zu betrachtende, relativ flach ausgeführte Metallkreuze waren fest aufeinander gefügt worden. Das untere, größere, besaß an seinen Ecken kreisförmige Ausbuchtungen. Die vier Kreuzenden verbreiterten sich nach außen hin zur typisch byzantinischen Form. Am Schnittpunkt der beiden Kreuzbalken befand sich eine relativ grob gestaltetes Jesusbüste. Über diesem Christussymbol stand ein wesentlich kleineres Kreuz in lateinischer Form, auf dem das vollständige Halbrelief des Gekreuzigten zu sehen war. Als weiteres Relikt fand sich ein kleines, 4,3 × 3 Zentimeter großes goldenes Bronzekreuz des 11. Jahrhunderts in einer Lehmhütte, die im Bereich der ehemaligen Kastellthermen errichtet worden war. Die Bedeutung des Fundes liegt in seiner sehr seltenen Formgebung. Die Arme sehen aus wie ein kreisrundes Rutenbündel, das sich zu den Enden hin verdickt und mittig zusammengehalten wird. Am Haupttor der Festung wurde die Hälfte einer zweischaligen Bronzegussform entdeckt. Mithilfe dieses Werkzeugs konnte ein einfaches kleines Kreuz gegossen werden. Auch dessen Form ist von anderen mittelalterlichen Siedlungen der Region so gut wie nicht bekannt gewesen. Ein weiteres, 46 Zentimeter hohes christlich-byzantinisches Bronzekreuz wurde 1946 entdeckt. Von besonderem Interesse war der goldene Kreuzfund aus dem Kirchlein, das zu einem unbekannten Zeitpunkt während des ausgehenden 10., 11. oder 12. Jahrhunderts im Inneren der Befestigung errichtet worden war. Das dort geborgene Christussymbol ist für eine Reliquie entstanden und war sicher im Besitz eines örtlichen Bischofs.

### Musikinstrumente
Während der Grabungen wurden zwei Kernspaltflöten aus Bein entdeckt, die in der Zeit zwischen dem 10. bis 12. Jahrhundert entstanden waren. Eines dieser Blasinstrumente besaß eine Länge von 11,5 Zentimetern.

### Schmuck, Münzschätze
Zu den sehr frühen christlichen Funden in Niedermösien gehört eine Gemme aus Dinogetia. Sie wird als Eigentum eines kryptochristlichen Soldaten der Garnison gesehen, der im 3. Jahrhundert vielleicht eine Beziehung zum christlich geprägten Milieu von Syrien oder Ägypten besessen hat. Darauf deutet das Fundobjekt hin.
Während der mittelalterlichen Besiedlung wurden teils wertvolle goldene Schmuckstücke aus Konstantinopel importiert oder von einheimischen Handwerkern in Silber und Bronze nachgeahmt. Bisher wurden zwei mittelalterliche byzantinische Münzschätze geborgen, 1939 und 1954. Einer der Horte war in den Jahren 1073/74 in einem Keramiktopf vergraben worden.

### Keramik
In Dinogetia wurde Terra Sigillata von verschiedenen Herstellern gefunden. Einer lieferte aus dem mittelgallischen Töpfereizentrum Lezoux bei Clermont-Ferrand. Dort hatte man bereits im 1. Jahrhundert n. Chr. begonnen, diese Art von Keramik herzustellen, und versorgte bis ins 3. Jahrhundert Kunden im ganzen Imperium. Ein anderer Produzent von Sigillaten aus Dinogetia saß bereits in Niedermösien. Möglicherweise stammte die Ware aus den ebenfalls bekannten Töpfereien im bulgarischen Butowo, die wahrscheinlich in der zweiten Hälfte des 2. Jahrhunderts mit der Herstellung begonnen haben und bis mindestens ins 3. Jahrhundert produzierten.

## Denkmalschutz
Die gesamte archäologische Stätte mit allen zeitlichen Bauphasen, die Zivilsiedlung und die Nekropole stehen nach dem 2001 verabschiedeten Gesetz Nr. 422/2001 als historische Denkmäler unter Schutz und sind mit dem LMI-Code TL-I-s-A-05795 in der nationalen Liste der historischen Monumente (Lista Monumentelor Istorice) eingetragen. Zuständig ist das Ministerium für Kultur und nationales Erbe (Ministerul Culturii şi Patrimoniului Naţional), insbesondere das Generaldirektorat für nationales Kulturerbe, die Abteilung für bildende Kunst sowie die Nationale Kommission für historische Denkmäler sowie weitere wichtige, dem Ministerium untergeordnete Institutionen. Ungenehmigte Ausgrabungen sowie die Ausfuhr von antiken Gegenständen sind in Rumänien verboten.